# Nynäshamn
Nynäshamn est une ville et un port de Suède, chef-lieu de la commune de Nynäshamn dans le comté de Stockholm.

## Situation
Elle se trouve à environ 60 kilomètres au sud de Stockholm.
Sa superficie est de 6,68 km2.
Depuis le port de Nynäshamn, une liaison par ferries peut se faire avec l'île de Gotland, une station balnéaire de la mer Baltique.
À 37 km au sud-est de cette ville se trouve la fosse de Landsort, l'endroit le plus profond de la mer Baltique avec un point bathymétrique à -459 m.

## Galerie

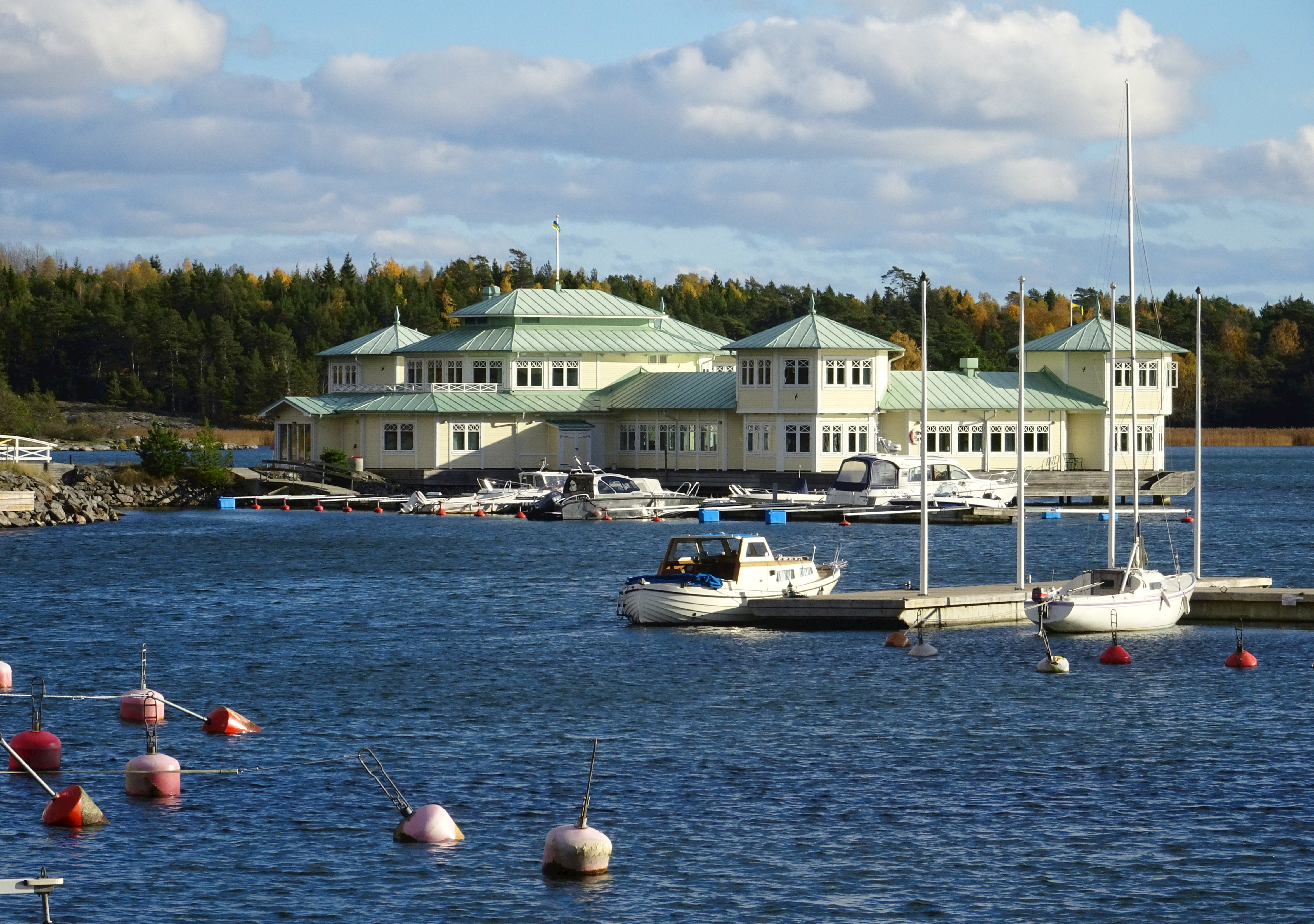
Le spa.
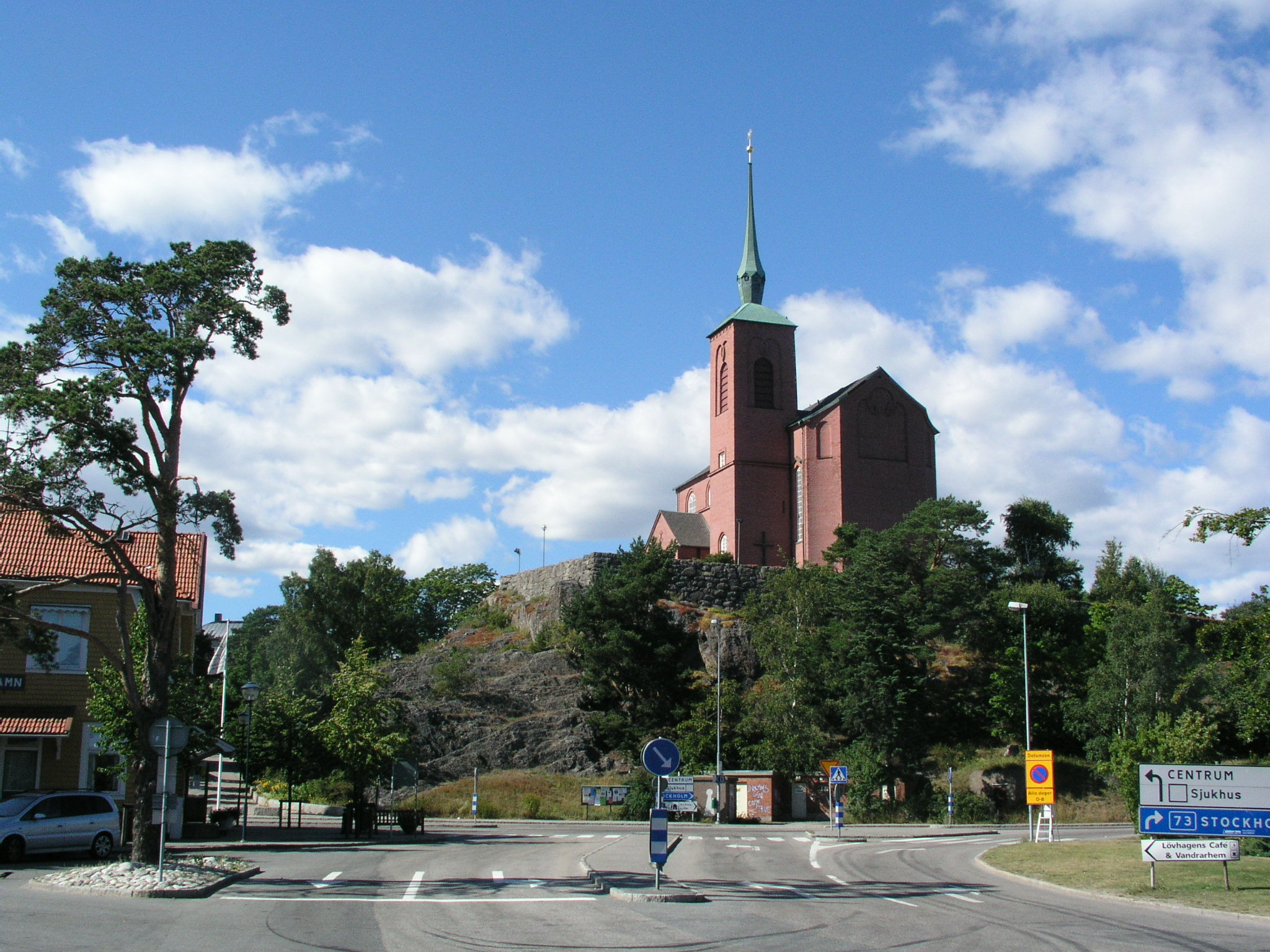
Église de Nynäshamn.
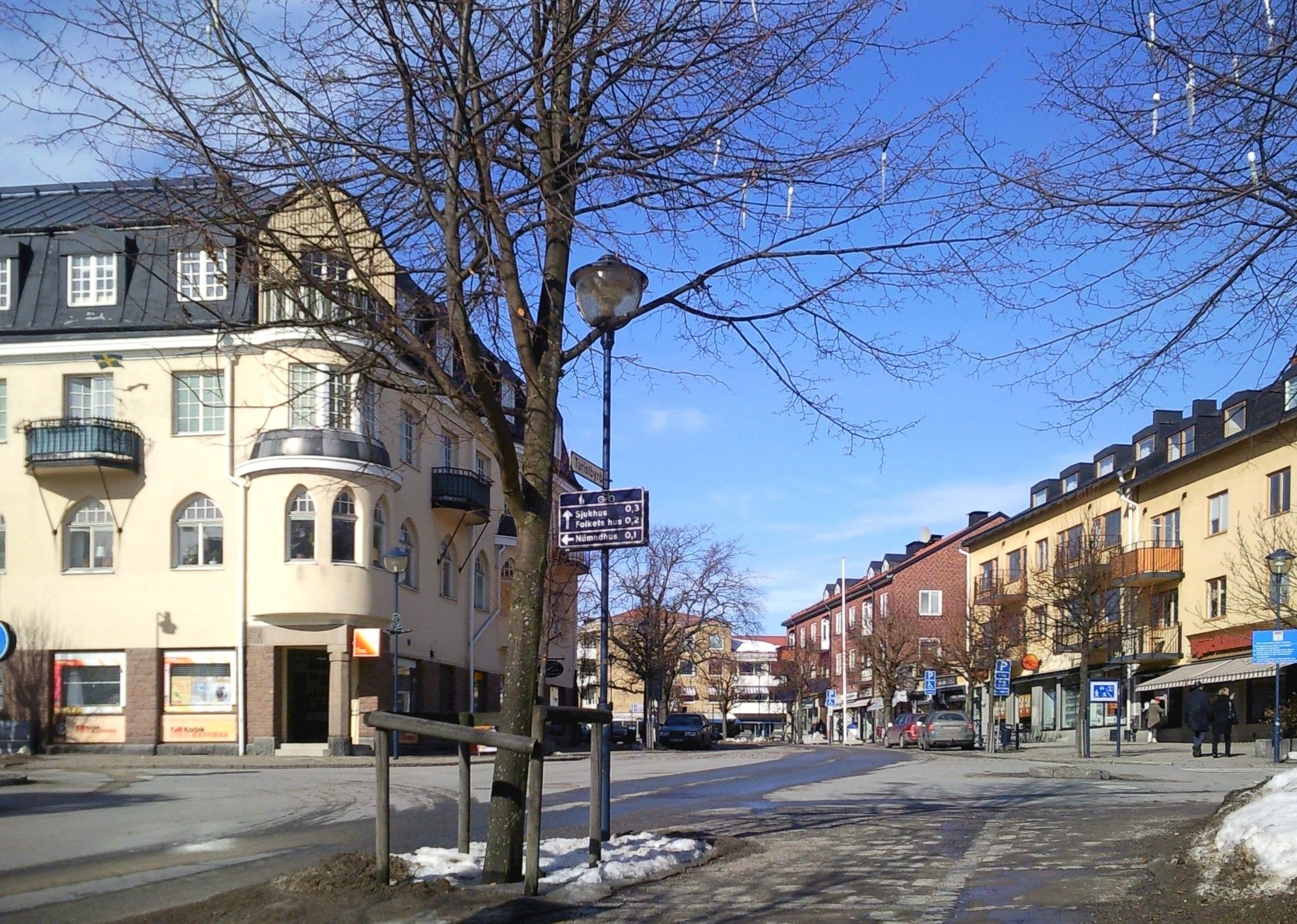
Centralgatan.
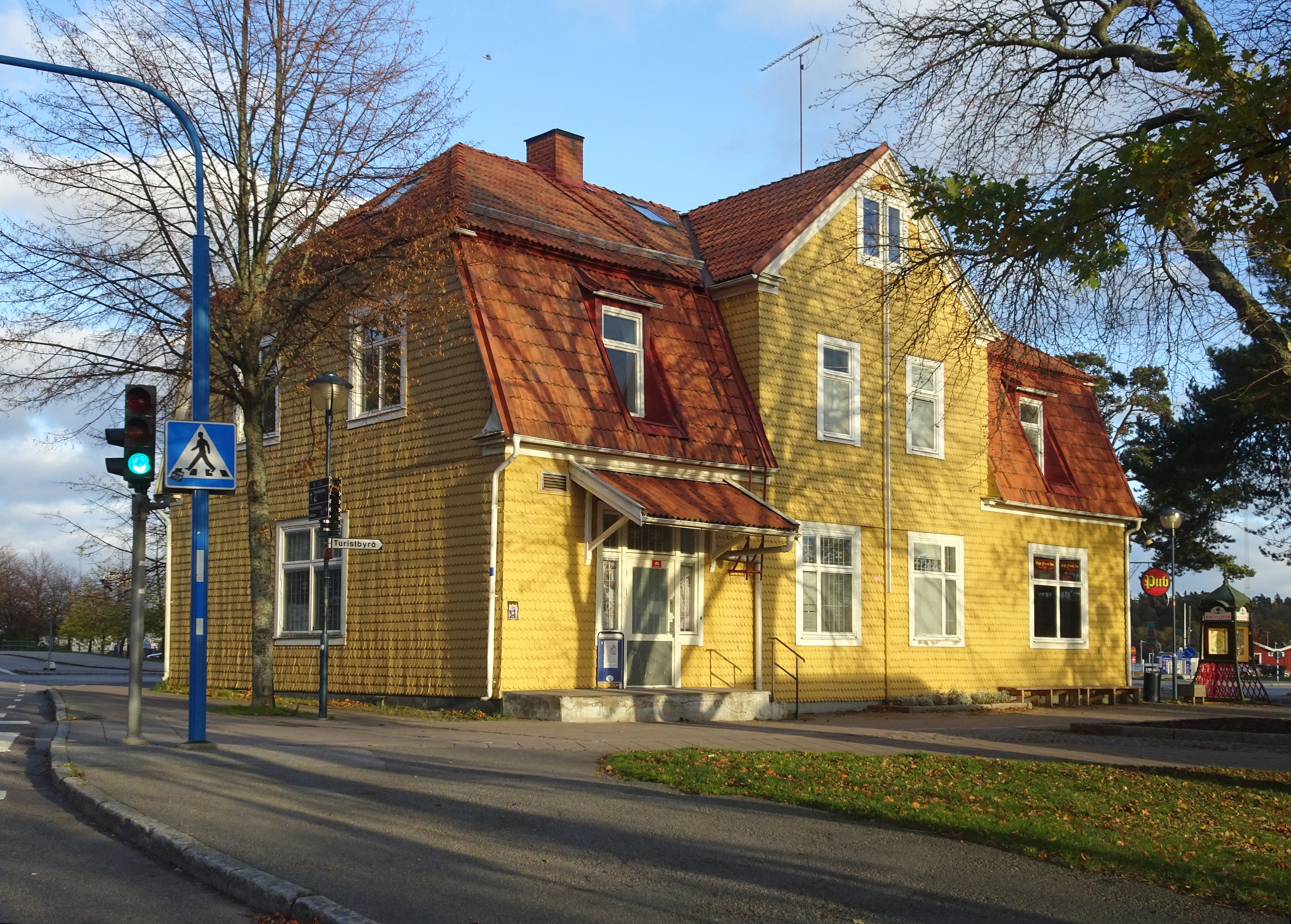
L'ancien bâtiment de la gare de Nynäsbanan dessiné Par Ferdinand Boberg.
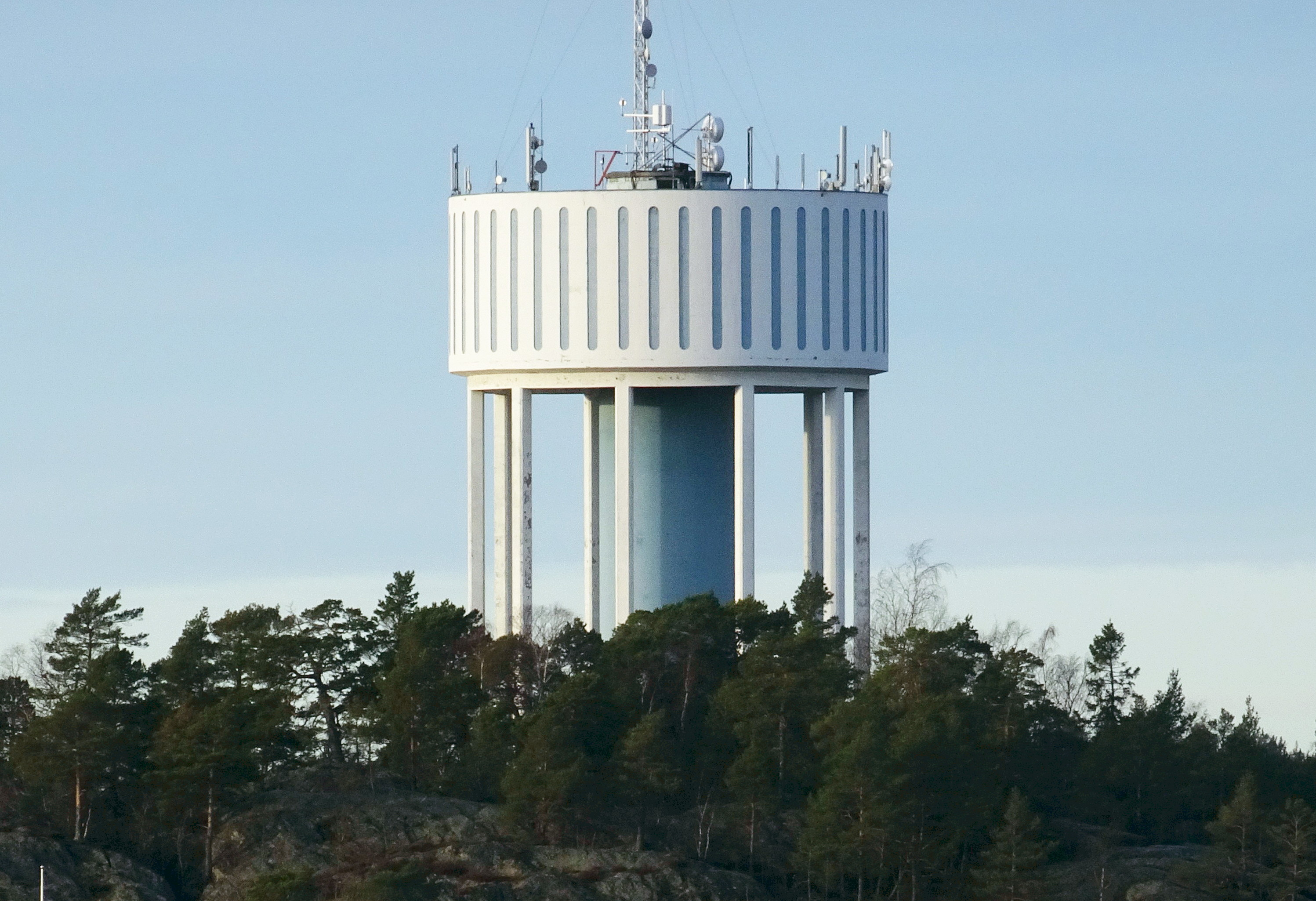
Château d'eau de Nynäshamn.